# ルイス・ヒメネス (1982年生の内野手)
ルイス・アントニオ・ヒメネス・カマカーロ（Luis Antonio Jiménez Camacaro, 1982年5月7日 - ）は、ベネズエラ出身の元プロ野球選手（内野手）。

## 経歴

### マイナー時代
1999年にオークランド・アスレチックスと契約。
その後、ボルチモア・オリオールズ、ロサンゼルス・ドジャース傘下のマイナーリーグチームでプレーする。
2006年2月1日にボストン・レッドソックスとマイナー契約を結んだ。この年はAA級ポートランド・シードッグスでプレー。オフの12月20日にマイナー契約で再契約した。
2007年はスプリング・トレーニングに招待選手として参加する。同年はボルチモア・オリオールズ傘下のAA級ボウイ・ベイソックスでプレー。オフの11月27日にワシントン・ナショナルズとマイナー契約を結んだ。
2008年はAA級ハリスバーグ・セネターズでプレー。マイナーリーグ通算100本塁打を記録した。シーズン終了後にFAとなった。

### 日本ハム時代
2009年に日本プロ野球（NPB）の北海道日本ハムファイターズの春季キャンプにテスト生として参加し、2月16日に契約を結んだ。開幕から一軍登録され、4月3日の東北楽天ゴールデンイーグルスとの開幕戦に「6番・一塁手」でスタメン出場した。その後は主に相手チームの先発投手が右投手の際に、一塁手として試合に出場した。しかし、5月以降は2割を下回る程の打撃不振に陥り6月9日に登録抹消された。その後は一軍に上がれないまま7月27日に戦力外通告を受け、シーズン途中で退団した。最終成績は39試合で打率.231、5本塁打、14打点だった。チーム統轄本部長の島田利正は戦力外の理由として、成績不振に加えて練習態度などにも問題があったためだとした。

### マリナーズ時代
2011年1月7日にシアトル・マリナーズとマイナー契約を結び、AAA級タコマ・レイニアーズでプレー。
2012年は開幕からAAA級タコマでプレーし、125試合の出場で打率.312、20本塁打、OPS.911の好成績を残し、9月4日の対ボストン・レッドソックス戦（セーフコ・フィールド）でメジャーデビュー。9月7日の対オークランド・アスレチックス戦でメジャー初安打を放つ。

### マリナーズ退団後
2012年12月11日にトロント・ブルージェイズとマイナー契約を結んだ。
2013年はAAA級バッファロー・バイソンズでプレーした。オフの12月11日に韓国プロ野球（KBO）のロッテ・ジャイアンツと契約した。
2014年はひざなどの故障もあり80試合の出場にとどまり、同年限りでロッテを退団した。オフはベネズエラのウィンターリーグでプレー。
2015年7月6日にメキシカンリーグのメキシコシティ・レッドデビルズと契約。オフには、第1回WBSCプレミア12のベネズエラ代表に選出された。チームが勝利したアメリカ、ドミニカ戦ではいずれも決勝打を放ち、打率.389、1本塁打、8打点をマークした。
2017年4月2日にレッドデビルズを解雇となる。
2018年5月3日にメキシカンリーグのオアハカ・ウォーリアーズと契約。22試合に出場し、打率.316、5本塁打、15打点の成績を残したが、シーズン途中で解雇された。
その後は所属球団なく、母国ベネズエラのウィンターリーグでのみプレーしている。

## プレースタイル・人物
長打力と、巨体を揺らしながらの全力疾走が持ち味。体重120kgは日本球界在籍時、最重量だった。
2009年シーズン開幕前、札幌テレビ放送の『どさんこワイド180』にターメル・スレッジと共演した際、出された寿司に苦手のワサビが入っており悶絶。愛嬌のあるキャラクターとして認知されるようになった。
ダボダボのズボンや気温の低い試合での大袈裟なネックウォーマー、デーゲームでの派手なサングラス、カイロを手で持ちながら守備に就くなどの姿が話題になった。
毎日のようにマクドナルドに行き、てりやきマックバーガーをよく食べる。ついたあだ名は「マックの怪人」。
日本ハム主催の試合中に、エキサイトシートの子供に対しボールを投げてプレゼントしようとしたところ、スーツを着た会社員風男性が横取りをしたのを見て怒り、ボールを取り損ねた子供に対し「NEXT!」（次な！）と言って実際に次のイニングの際にボールを持ってその子供に手渡し、観客から拍手を浴びた。

## 詳細情報

### 年度別打撃成績
| 年 度    | 球 団    | 試 合 | 打 席 | 打 数 | 得 点 | 安 打 | 二 塁 打 | 三 塁 打 | 本 塁 打 | 塁 打 | 打 点 | 盗 塁 | 盗 塁 死 | 犠 打 | 犠 飛 | 四 球 | 敬 遠 | 死 球 | 三 振 | 併 殺 打 | 打 率 | 出 塁 率 | 長 打 率 | O P S |
| -------- | -------- | ----- | ----- | ----- | ----- | ----- | -------- | -------- | -------- | ----- | ----- | ----- | -------- | ----- | ----- | ----- | ----- | ----- | ----- | -------- | ----- | -------- | -------- | ----- |
| 2009     | 日本ハム | 39    | 127   | 121   | 13    | 28    | 5        | 0        | 5        | 48    | 14    | 0     | 0        | 0     | 0     | 5     | 0     | 1     | 35    | 4        | .231  | .268     | .397     | .664  |
| 2012     | SEA      | 7     | 18    | 17    | 0     | 1     | 0        | 0        | 0        | 1     | 0     | 0     | 0        | 0     | 0     | 1     | 0     | 0     | 4     | 0        | .059  | .111     | .059     | .170  |
| NPB：1年 | NPB：1年 | 39    | 127   | 121   | 13    | 28    | 5        | 0        | 5        | 48    | 14    | 0     | 0        | 0     | 0     | 5     | 0     | 1     | 35    | 4        | .231  | .268     | .397     | .664  |
| MLB：1年 | MLB：1年 | 7     | 18    | 17    | 0     | 1     | 0        | 0        | 0        | 1     | 0     | 0     | 0        | 0     | 0     | 1     | 0     | 0     | 4     | 0        | .059  | .111     | .059     | .170  |

- 2018年度シーズン終了時

### 記録
NPB
- 初出場・初先発出場：2009年4月3日、対東北楽天ゴールデンイーグルス1回戦（札幌ドーム）、6番・一塁手として先発出場
- 初安打・初本塁打・初打点：2009年4月4日、対東北楽天ゴールデンイーグルス2回戦（札幌ドーム）、4回裏にマーカス・グウィンから右中間へソロ

MLB
- 初出場：2012年9月4日、対ボストン・レッドソックス7回戦（セーフコ・フィールド）、9回裏にブレンダン・ライアンの代打として出場、アンドリュー・ベイリーの前に左飛
- 初先発出場：2012年9月7日、対オークランド・アスレチックス14回戦（セーフコ・フィールド）、8番・指名打者として先発出場
- 初安打：同上、4回裏にA・J・グリフィンから中前安打

### 背番号
- 14 （2009年）
- 39 （2012年）
- 53 （2014年）
- 45 （2015年 - ）

### 代表歴
- 2015 WBSCプレミア12 ベネズエラ代表